# High School Musical 3: Senior Year DANCE!
High School Musical 3: Senior Year DANCE! é um jogo de ritmo baseado no filme High School Musical 3: Senior Year. O jogo foi lançado em 21 de outubro de 2008 para o Wii em 4 de novembro de 2008 para PlayStation 2, Xbox 360 e PC.

## O Jogo
O jogador pode escolher músicas de todos os três filmes de High School Musical, podendo escolher entre os personagens Troy Bolton (Zac Efron), Gabriella Montez (Vanessa Hudgens), Sharpay Evans (Ashley Tisdale), Ryan Evans (Lucas Grabeel), Chad Danforth (Corbin Bleu), e Taylor McKessie (Monique Coleman), Zeke Baylor (Chris Warren Jr.), Kelsi Nielsen (Olesya Rulin) ou criar seus próprios personagens. Com um modo competitivo, o jogador ainda pode desenvolver passos novos para desbloquear músicas, roupas e personagens. O jogo ainda dispõe de jogabilidade online, com pontuações e conteúdo de download extra (exceto a versão para Wii).

## Músicas
| #  | Título                                      | Cantor (es)                                              |
| -- | ------------------------------------------- | -------------------------------------------------------- |
| 1  | "Start of Something New"                    | Zac Efron, Vanessa Hudgens, e Drew Seeley                |
| 2  | "Get'cha Head in the Game"                  | Zac Efron, eDrew Seeley                                  |
| 3  | "What I've Been Looking For"                | Ashley Tisdale e Lucas Grabeel                           |
| 4  | "What I've Been Looking For" (Reprise)      | Zac Efron, Drew Seeley e Vanessa Hudgens                 |
| 5  | "Stick To The Status Quo"                   | Elenco                                                   |
| 6  | "When There Was Me And You"                 | Vanessa Hudgens                                          |
| 7  | "Bop to the Top"                            | Ashley Tisdale e Lucas Grabeel                           |
| 8  | "Breaking Free"                             | Zac Efron, Vanessa Hudgens e Drew Seeley                 |
| 9  | "We're All In This Together"                | Elenco                                                   |
| 10 | "What Time Is It?"                          | Elenco                                                   |
| 11 | "Fabulous"                                  | Ashley Tisdale e Lucas Grabeel                           |
| 12 | "Work This Out"                             | Elenco                                                   |
| 13 | "You Are the Music in Me"                   | Olesya Rulin, Zac Efron e Vanessa Hudgens                |
| 14 | "I Don't Dance"                             | Corbin Bleu e Lucas Grabeel                              |
| 15 | "You Are the Music in Me (Sharpay Version)" | Ashley Tisdale & Zac Efron                               |
| 16 | "Gotta Go My Own Way"                       | Vanessa Hudgens e Zac Efron                              |
| 17 | "Bet on It"                                 | Zac Efron                                                |
| 18 | "Everyday"                                  | Zac Efron e Vanessa Hudgens                              |
| 19 | "All for One"                               | Cast                                                     |
| 20 | "Now or Never"                              | Elenco                                                   |
| 21 | "Right Here, Right Now"                     | Zac Efron e Vanessa Hudgens                              |
| 22 | "I Want It All"                             | Ashley Tisdale e Lucas Grabeel                           |
| 23 | "Can I Have This Dance"                     | Zac Efron e Vanessa Hudgens                              |
| 24 | "Just Wanna Be With You"                    | Lucas Grabeel, Olesya Rulin, Zac Efron e Vanessa Hudgens |
| 25 | "A Night to Remember"                       | Elenco                                                   |
| 26 | "The Boys Are Back"                         | Zac Efron e Corbin Bleu                                  |
| 27 | "Walk Away"                                 | Vanessa Hudgens                                          |
| 28 | "Scream"                                    | Zac Efron                                                |
| 29 | "High School Musical"                       | Elenco                                                   |